# Die Einsamkeit der Krokodile
Die Einsamkeit der Krokodile ist eine deutsche Kriminalfilmsatire über einen Außenseiter und über das Unglück des Anders-Seins von Jobst Oetzmann aus dem Jahr 2000. Der Film basiert auf dem gleichnamigen Roman von Dirk Kurbjuweit.

## Handlung
Der streng erzogene Schlachtersohn Günther wird immer mehr zum Außenseiter und nervt mit seinen wahnwitzigen Ideen das ganze Dorf. Er sehnt sich danach, der Enge seines Heimatortes zu entfliehen und wird immer seltsamer. Schließlich landet der geniale Spinner in der Psychiatrie und später wieder daheim unter der Kontrolle seiner Eltern, wo er stirbt. Es heißt, Günther habe Selbstmord begangen. Der angehende Journalist Elias geht dem seltsamen Todesfall nach; er „interessiert sich für die Geschichte eines verlorenen Lebens und findet darüber zu sich selbst“.

## Kritiken
„Ein facettenreich zwischen schwarz-humoriger Posse und tieftrauriger Tragödie angesiedelter Film, der ebenso spielerisch wie raffiniert menschliche Befindlichkeiten zwischen utopischer Aufbruchsstimmung und resignativer Anpassung auslotet.“

„Jobst Oetzmanns lakonisch erzählte Tragikomödie fügt mit Rückblenden Stück für Stück dieser Lebensgeschichte wie ein kriminalistisches Puzzle zusammen. Und dabei taucht der Zuschauer mehr und mehr in eine skurrile Welt ein, in der die Hoffnung der seelischen Gewalt unterliegt.“

„Diese kuriose Spurensuche nach dem Roman von Dirk Kurbjuweit bietet durchaus interessante Ansätze, zeigt bemerkenswerte Darstellerleistungen, lässt aber filmisch einiges zu wünschen übrig. Hier wird die deutsche Provinz als Geburtsstätte des Wahnsinns präsentiert, in der sich die angeblich Verrückten als die einzig Normalen herausstellen.“

## Auszeichnungen
- 2000: Bayerischer Filmpreis (Produzentenpreis; verliehen im Januar 2001)
- 2002: Preis der deutschen Filmkritik (Filmmusik)

Darüber hinaus wurde der Film auf mehreren deutschen (auf dem Filmfestival Max Ophüls Preis, beim Kinofest Lünen sowie den Hofer Filmtagen) und internationalen Filmfestivals (als deutscher Beitrag in Cannes, auf dem Forum du Cinéma Européen in Straßburg, dem Filmfestival Hongkong, sowie dem Mill Valley Film Festival in Kalifornien) gezeigt.